# António Folha
António José dos Santos Folha, meglio conosciuto come António Folha (Vila Nova de Gaia, 21 maggio 1971), è un allenatore di calcio ed ex calciatore portoghese, di ruolo attaccante.

## Palmarès

### Club

#### Competizioni nazionali
- Supercoppa di Portogallo: 5

Porto: 1991, 1993, 1994, 1996, 1999
- Campionato portoghese: 5

Porto: 1991-1992, 1994-1995, 1995-1996 1996-1997, 1997-1998
- Coppa di Portogallo: 4

Porto: 1993-1994, 1997-1998, 1999-2000, 2000-2001
- Coppa di Grecia: 1

AEK Atene: 2001-2002

### Nazionale
- Campionato mondiale Under-20: 1

Arabia Saudita 1989